# Batalla de Boryspil
La Batalla de Borýspil se libró el 2 de junio de 1920 cerca del pueblo de Borýspil, en las proximidades de Kiev. Fue un enfrentamiento entre las fuerzas polacas y rusas durante la guerra polaco-soviética y formó parte de un contraataque después de la fallida ofensiva soviética del 27 de mayo.
Después de la captura de Kiev a principios de mayo, las fuerzas polacas y ucranianas del 2º y 3º ejército se desplegaron en los alrededores de Kiev, a lo largo del río Dniéper y con una pequeña cabeza de puente en la margen izquierda del río. Después de que el asalto del 1.º Ejército de Caballería de Semión Budionni fuese rechazado, el general polaco Edward Rydz-Śmigły temía que las fuerzas del 12º ejército soviético pudiesen planear un ataque directo a la cabeza de puente. Para prevenir esto e interrumpir los preparativos soviéticos, se creó un grupo de asalto en Kiev, compuesto únicamente por dos batallones de infantería del 1º Regimiento Legionario de Infantería, una unidad de élite. Las unidades polacas embarcaron en barcazas fluviales y fueron transportadas al pueblo de Vytachiv, en la otra orilla.
El 2 de junio por la mañana temprano, los polacos asaltaron el pueblo de Borýspil, donde la 58.ª División Soviética se preparaba para el ataque. A pesar de su inferioridad numérica, las fuerzas polacas consiguieron tomar al enemigo por sorpresa, y luego de una corta refriega, los soviéticos se retiraron hacia el este. Después de capturar las provisiones rusas, los polacos volvieron a Kiev.
A pesar de que las bajas por ambos lados fueron escasas, el asalto polaco consiguió interrumpir los preparativos del asalto a la plaza por  las fuerzas de Iona Yakir.
- Datos: Q4870531